# Aseraggodes matsuurai
Aseraggodes matsuurai är en fiskart som beskrevs av Randall och Desoutter-meniger 2007. Aseraggodes matsuurai ingår i släktet Aseraggodes och familjen tungefiskar. Inga underarter finns listade i Catalogue of Life.